# Explosión de Ereván de 2022
El 14 de agosto de 2022, a las 13:23 hora local, se produjo una gran explosión en el centro comercial Surmalu de la capital armenia de Ereván. Causó destrucción generalizada e incendios, dejando decenas de muertos y heridos. La explosión mató a 16 personas e hirió a 63, con nueve desaparecidos hasta el 20 de agosto.

## Eventos
La explosión ocurrió en un almacén de fuegos artificiales, que destrozó el centro comercial Surmalu en Ereván. Se produjo un gran incendio que destruyó gran parte del mercado. 200 bomberos acudieron al lugar.

## Responsables
Las víctimas fueron nombradas al día siguiente. El primer ministro Nikol Pashinyan visitó el lugar de la explosión con el alcalde de Ereván Hrachya Sargsyan, el ministro de Situaciones de Emergencia Armen Pambukhchyan, el director del servicio de rescate Armen Gasparyan y el jefe de la Oficina de Coordinación de los Organismos de Inspección Artur Asoyan.